# Project Mogul

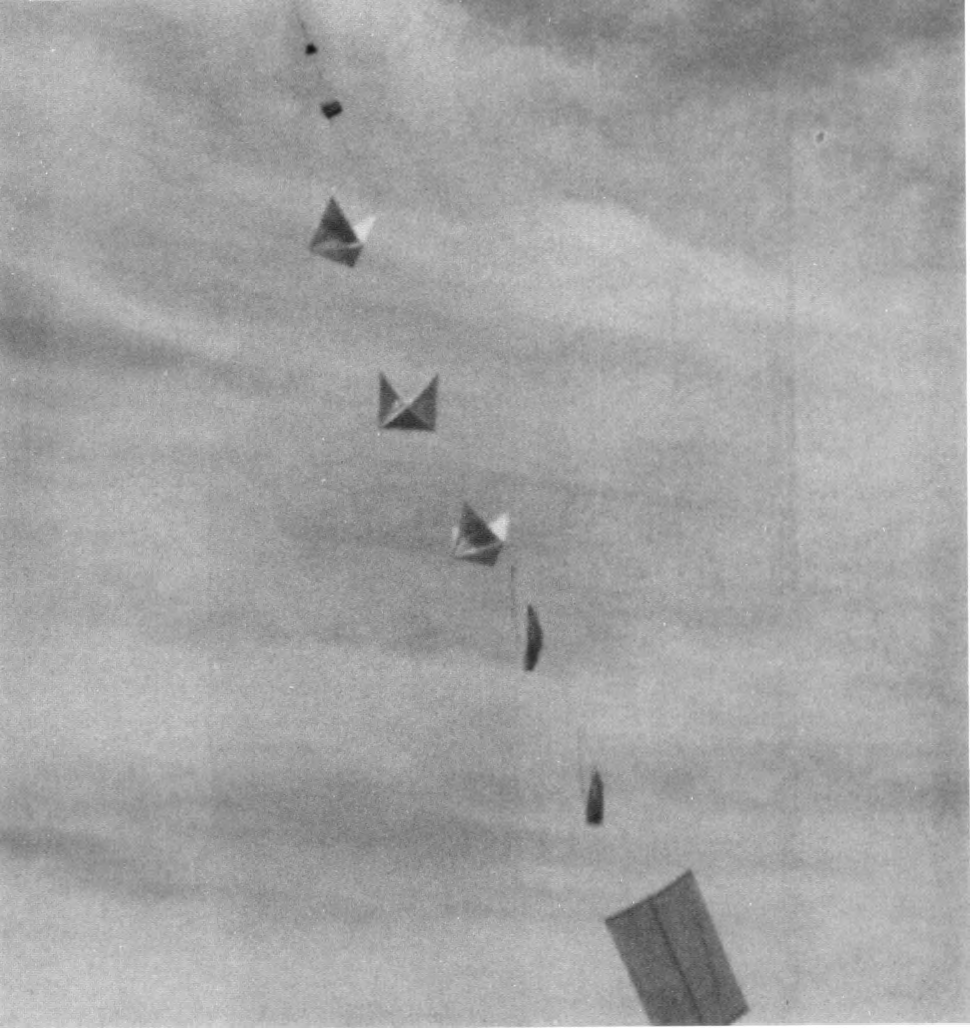
En grupp Project Mogul-ballonger

Project Mogul (ibland även Operation Mogul) var ett topphemligt projekt utfört av US Army Air Forces, vars syfte var långdistansdetektering av sovjetiska kärnvapenprov genom att sätta mikrofoner på höghöjdsballonger för att märka av de ljudvågor testen genererade.
Projektet genomfördes från 1947 till början av 1949 som en hemligstämplad del av ett oklassificerat projekt av atmosfärsforskare från New York University. Projektet var någorlunda framgångsrikt, men var mycket dyrt och ersattes av ett nätverk av seismiska detektorer och luftprovtagning för radioaktivt nedfall, som var billigare, mer tillförlitliga och lättare att distribuera och använda.

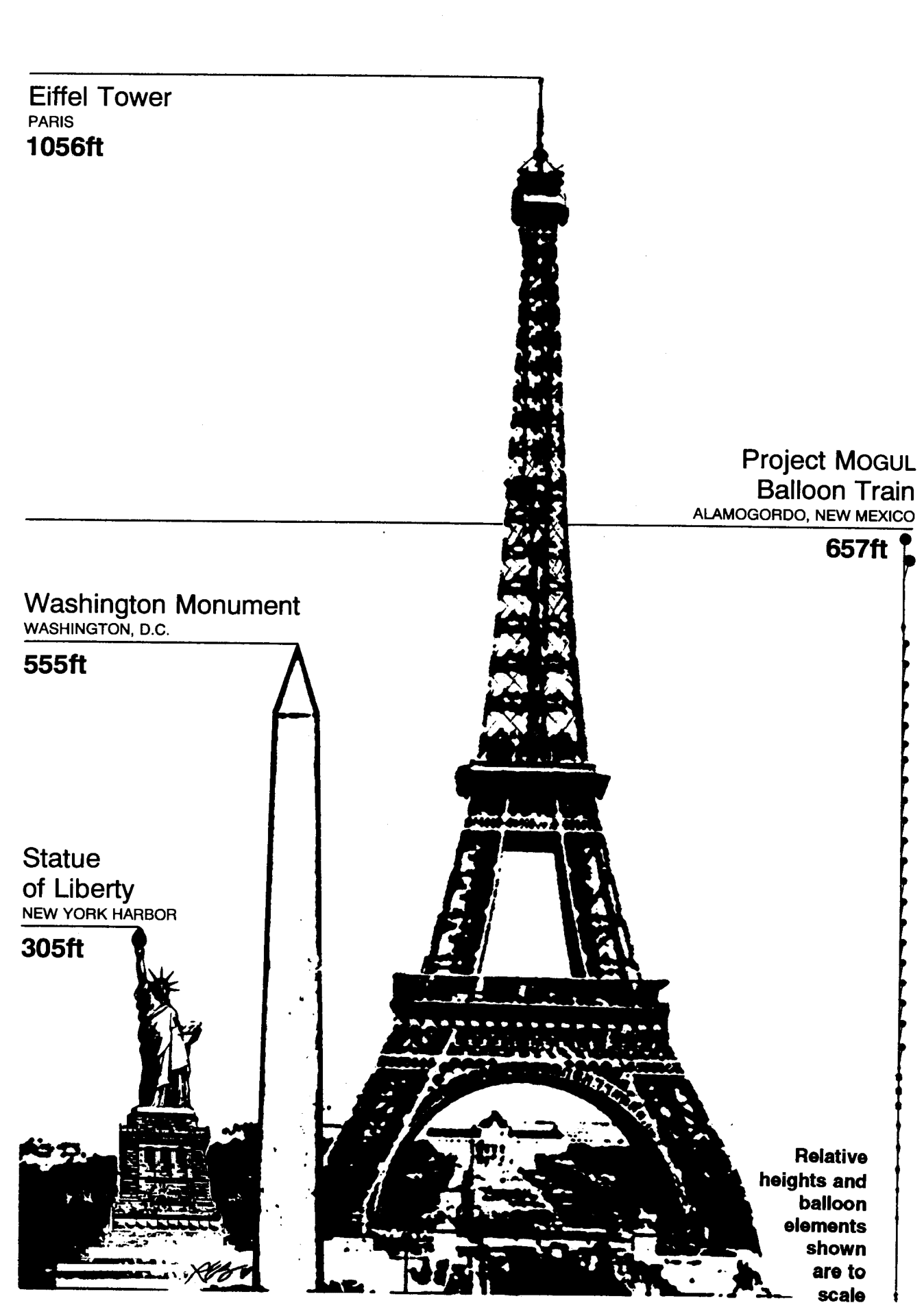
En ballongkedja från Project Mogul jämfört med Eiffeltornets höjd

Project Mogul skapades av Maurice Ewing som tidigare hade forskat på SOFAR-kanalen i haven och teoretiserat att en liknande ljudkanal fanns i den övre atmosfären. Vid denna höjd skulle lufttrycket och temperaturen resultera i en minimal ljudhastighet, så att ljudvågorna skulle stanna i denna "kanal" på grund av refraktion. Projektet involverade långa kedjor av ballonger som bar skivmikrofoner och radiosändare för att vidarebefordra signalerna till marken. Projektet leddes av James Peoples med hjälp från Albert P. Crary.
Ett av kraven som ställdes på ballongerna var att de behövde hålla en relativt konstant höjd över en längre tid. Av denna anledning behövdes nya instrument för att upprätthålla dessa höjder utvecklas, som exempelvis trycksensorer som kontrollerar utsläppet av ballast.
De tidiga Project Mogul-ballongerna bestod av stora kluster av meteorologiska gummiballonger, men dessa ersattes snabbt av enorma ballonger gjorda av polyetenplast. Dessa var hållbarare, läckte mindre helium och var också bättre på att upprätthålla en konstant höjd än de tidiga gummiballongerna. Mogulprojektets viktigaste innovationer var polyetenballongerna och bättre utrustning för att ballongerna skulle kunna bibehålla en konstant höjd.
1947 kraschade ballongen NYU Flight 4, som påbörjade sin flygning den 4 juni i öknen nära Roswell, New Mexico. Den efterföljande militära mörkläggningen av ballongens syfte gav upphov till en stor mängd UFO-konspirationsteorier. Först 1994 avslöjade den amerikanska militären Project Mogul och med detta ballongens sanna syfte.